# Ватикано-турецкие отношения
Ватикано-турецкие отношения — двусторонние дипломатические отношения между Турцией и Ватиканом. Обе страны установили дипломатические отношения в 1868 году, первоначально между Ватиканом и Османской империей. У Ватикана есть нунциатура в Анкаре, а у Турции есть посольство в Риме.

## История
Ватикан имеет историю сложных отношений с Турцией, или, скорее, с Османской империей, силы которой потерпели поражение от европейских союзов в битве при Лепанто в 1571 году и в Венской битве в 1683 году. Первое представительство между Турцией и католической церковью, которое можно было квалифицировать как официальное, было создано во время правления Мехмеда II, и папству было дано право назначить постоянного представителя в Стамбуле.
Дипломатические отношения между Турцией и Ватиканом были установлены в 1960 году.
Согласно оценке МИД Турции, отношения Турции со Ватиканом являются «межгосударственными» и имеют стабильный курс.
В 2010 году по случаю 50-летия установления дипломатических отношений между Турцией и Ватиканом было организовано множество культурных мероприятий, таких как выставки, панно, конференции и церемония танца дервишей.

## Визиты
Президент Турции Махмуд Джеляль Баяр посетил Ватикан 11 июля 1959 года и встретился с Папой Римским Иоанном XXIII.
В июле 1967 года папа римский Павел VI посетил Турцию. Во время своего визита он встретился с Восточно-православным патриархом Константинопольским Афинагором I, армянским патриархом Константинопольским Шенорком I Калустяном, а также с членами мусульманской и еврейской общин.
В ноябре 1979 года папа римский Иоанн Павел II посетил Турцию. Он встретился с патриархом Константинополя Димитрием I и патриархом Армении Шенорком I, а также совершил Евхаристию в Эфесе.
В 2006 году папа римский Бенедикт XVI посетил Турцию и её знаменитую Голубую мечеть. Во время этого визита Папа заявил, что Турция может стать полноправным членом Европейского союза при условии, что она будет соответствовать Копенгагенским критериям. Однако когда Бенедикт XVI прибыл в Анкару, его встретили 25 000 протестующих националистов и исламистов.
В феврале 2018 года президент Турции Реджеп Тайип Эрдоган посетил Ватикан и встретился с папой Франциском в Апостольском дворце.

## Геноцид армян
В 2000 году папа римский Иоанн Павел II официально признал геноцид армян, что противоречит позиции турецкого правительства, которое направило большую часть своей политической энергии на то, чтобы события в Армении остались непризнанными международным сообществом.
12 апреля 2015 года папа римский Франциск использовал термин «геноцид» для обозначения массовых убийств армян турками. В ответ Турция отозвала своего посла в Ватикане для «консультаций» всего через несколько часов после комментариев Франциска и вызвала посла из Ватикана для встречи. Также 24 июня 2016 года Франциск в другом выступлении назвал убийство армян геноцидом. Кроме того, официальный представитель Ватикана Федерико Ломбарди сказал репортёрам, что «нет причин не использовать это слово в данном случае», «реальность очевидна, и мы никогда не отрицаем того, что есть на самом деле». Турция назвала это заявление «очень неудачным», а также заявила, что в нём есть следы «менталитета крестовых походов».

## Членство в ЕС
Ватикан не занял твёрдой позиции в отношении членства Турции в ЕС, хотя кардинал Джозеф Ратцингер в своей книге, опубликованной до того, как стал папой, был настроен враждебно, и считал, что Турция должна вместо этого сосредоточиться на отношениях с соседними странами Ближнего Востока. Однако во время своей поездки в Турцию в 2006 году в качестве Папы Бенедикта XVI он выступил в поддержку членства Турции в ЕС. Государственный секретарь Святого Престола Тарчизио Бертоне высказал мнение Апостольского Престола по этим вопросам.